# Ostojićevo (Bośnia i Hercegowina)
Ostojićevo (cyr. Остојићево) – wieś w Bośni i Hercegowinie, w Republice Serbskiej, w mieście Bijeljina. W 2013 roku liczyła 440 mieszkańców.